# Stadler Tango NF2
Stadler Tango NF2 je dvoučlánková, zcela nízkopodlažní středněkapacitní tramvaj z produkce švýcarské společnosti Stadler Rail. Jedná se o jednu z variant z modelové rodiny Stadler Tango a také o první tramvaj v novodobé české historii (od druhé světové války), která byla dodávána ze zahraničí. Konečná montáž tramvají probíhala v polském závodě společnosti Stadler Polska v Siedlcích v letech 2018–2019, asi 40 % subdodavatelů však tvořily české firmy. Provozovatelem tramvají tohoto typu je Dopravní podnik Ostrava, který pro tramvaje používá pojmenování nOVA.
Tříčlánkové vozy Tango NF3, které vychází z vozů NF2, objednal v roce 2021 dopravní podnik v Sarajevu v počtu 15 kusů.

## Konstrukce
Vozidlo konstrukčně vychází z tramvaje Stadler Metelitsa určené pro východní trhy a bylo projektováno v konstrukční kanceláři Stadler Praha speciálně pro Dopravní podnik Ostrava. Výrazným designovým prvkem čela tramvaje je konstrukce deformační zóny, která byla převzata z rodiny tramvají Stadler Tango, které společnost Stadler vyrábí ve více variantách. Jedná se o 100% nízkopodlažní tramvaj, přesto je jí z řad laické i odborné veřejnosti vyčítáno[zdroj⁠?!] vysoké množství sedadel na podestách, ke kterým vedou schody. Výrobcem používané označení NF2 znamená: NF = německy Niederflur = nízkopodlažní, 2 = dvoučlánkový. Vozidlo má trojici otočných podvozků s flexibilním rámem a čtyři dvoukřídlé dveře o šířce 1300 mm.
Tramvaj má tři dvounápravové podvozky, první dva jsou usazeny pod předním článkem. První podvozek je běžný, druhý a třetí podvozek je hnací. Nezvyklým požadavkem Dopravního podniku Ostrava byla maximální rychlost tramvaje 80 km/h. Tramvaj je osazena celovozovou klimatizací od společnosti Vossloh-Kiepe, trakční výzbrojí z produkce švýcarské firmy ABB, trakční motory pocházejí od rakouské firmy TSA a brzdy dodala firma Knorr-Bremse.
Autorem designu exteriéru i interiéru tramvaje je německý designér Harald Moll, který již s firmou Stadler Rail spolupracoval na více projektech.

## Výroba
Do výroby bylo zapojeno několik poboček firmy Stadler. Ocelové skříně byly vyráběny v závodu v běloruském Minsku, rámy podvozků ve španělském závodu ve Valencii. Konečná montáž tramvají byla realizována v závodě Siedlce polské společnosti Stadler Polska. Čeští dodavatelé dodali například pomocná spřáhla, dvojkolí, nápravové převodovky, sedadla, dveřní systémy, boční okna nebo teplovzdušné vytápění.

## Dodávky tramvají
| Současný stát | Město   | Článek | Roky dodávek | Počet vozů | Evidenční čísla při dodání | Poznámky | Zdroj |
| ------------- | ------- | ------ | ------------ | ---------- | -------------------------- | -------- | ----- |
| Česko         | Ostrava | článek | 2018–2019    | 40         | 1701–1740                  |          | [ 6 ] |

## Provoz tramvají

### Ostrava

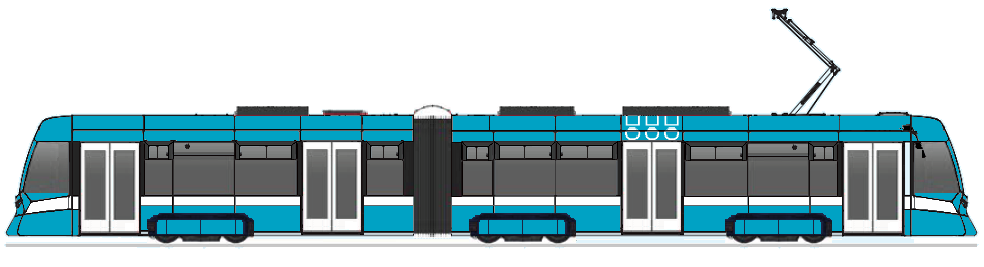
Bokorys ostravského vozu Stadler Tango NF2

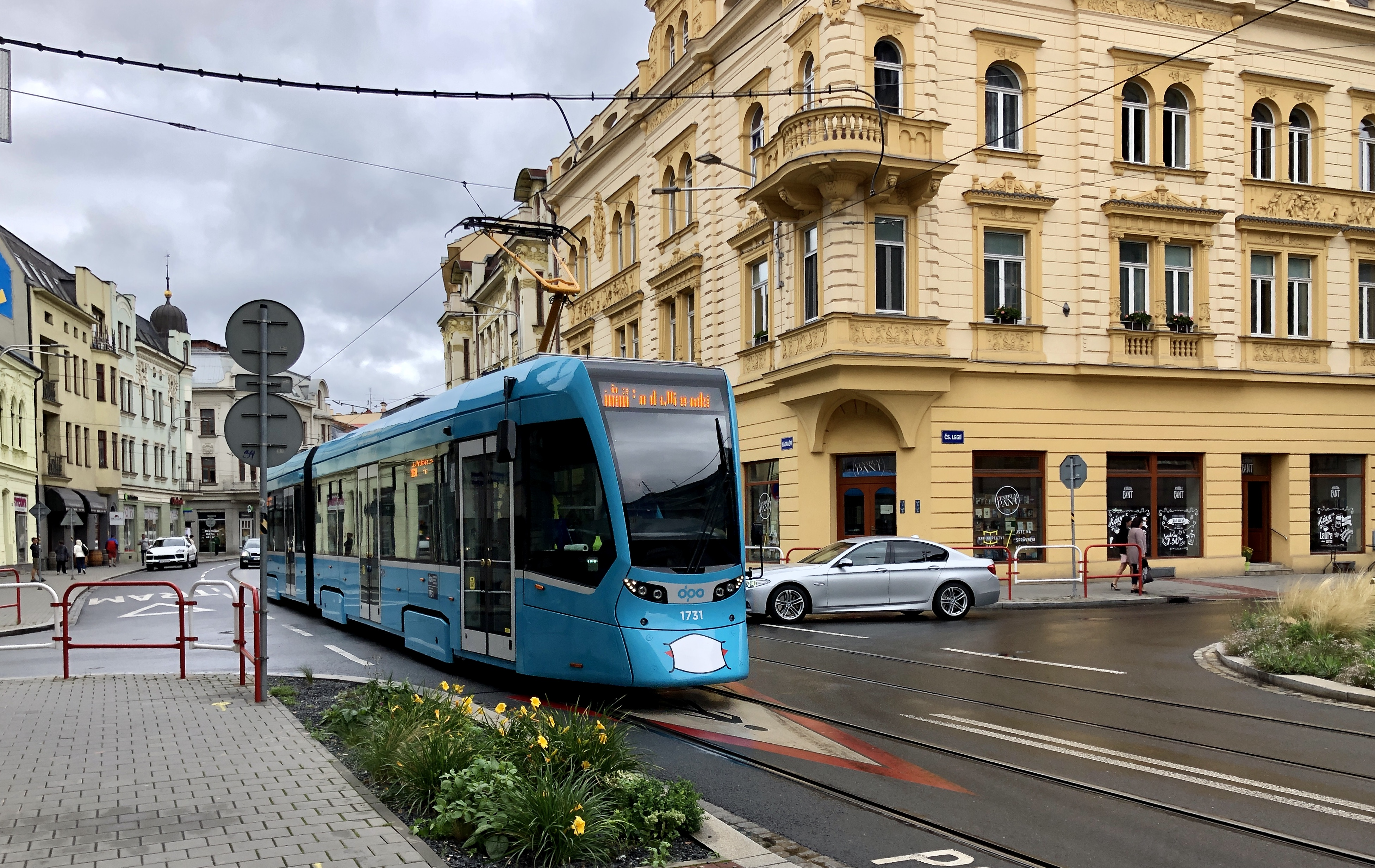
Tramvaj Stadler Tango NF2 v ostravské Nádražní ulici

V prosinci 2016 Dopravní podnik Ostrava (DPO) objednal celkem 30 středně kapacitních 100% nízkopodlažních dvoučlánkových tramvají z produkce firmy Stadler. Neobvyklým kritériem výběrového řízení byla nejvyšší dovolená rychlost, Zjednodušeně lze říci, že výrobce, který nabídl vozidlo s vyšší nejvyšší dovolenou rychlostí měl v posuzování nabídek výhodu. Stadler nabídl tramvaj s nejvyšší dovolenou rychlostí 80 km/h (například konkurenční Pragoimex nabídl tramvaj s nejvyšší dovolenou rychlostí 70 km/h). V průběhu roku 2017 se na internetu objevovaly různé vizualizace vzhledu vozidla. První vizualizace designově vycházela z tramvaje Stadler Metelitsa. Druhá designová představa lépe představovala finální podobu tramvaje, ale sám Stadler jí označil jako ideu pro finální řešení, které se bude lišit. Finální designové řešení pak bylo podkladem pro internetovou soutěž Dopravního podniku Ostrava, ze které vzešlo barevné řešení tramvaje i její pojmenování. Ze dvou tisíc návrhů na jméno tramvaje vybralo vedení DPO jméno nOVA, které má symbolizovat Ostravu, rychlost, rázovitost i novotu. Finální barevné řešení tramvaje pak ze tří variant, pro které se mohlo na internetu hlasovat, přesně nereprezentuje ani jedinou, a té, která získala nejvíce hlasů, se pouze blíží. Po vzoru barevného řešení tramvají nOVA pak Dopravní podnik Ostrava změnil barevné schéma všech svých vozidel a začal je lakovat do tyrkysové barvy s bílými doplňky (oproti původní modro-bílo-žluté kombinaci).
Na počátku roku 2018 bylo ostravským dopravním podnikem potvrzeno uplatnění opce na 10 dalších vozů. Dodávky mají být rozloženy na 26 vozů v roce 2018 a 14 v roce 2019. V souvislosti s dodávkami těchto tramvají se očekává, že DPO vyřadí z provozu některé vozy typů Tatra T3, Tatra K2R.P, Tatra T6A5 a nízkopodlažní Škoda 03T.
První tramvaj Stadler Tango NF2 byla do Ostravy přivezena v neděli 22. dubna 2018, na koleje pak byla složena za přítomnosti médií následujícího dne v Ústředních dílnách DPO. První zkušební jízdy probíhaly s vozem evidenčního čísla 1701 jako s taženým za účelem kontroly, zda na ostravské tramvajové síti nejsou místa, kde by docházelo ke kolizi nového typu vozu s infrastrukturou. Taková místa byla nalezena na zastávkách Dům energetiky a Stodolní, během krátké doby byla obě odstraněna. Zkušební provoz první tramvaje evidenčního čísla 1701 bez cestujících započal 30. května 2018 problémem, kdy podle Drážního úřadu tramvaj vyjela ještě před splněním všech podmínek k zahájení zkušebního provozu.

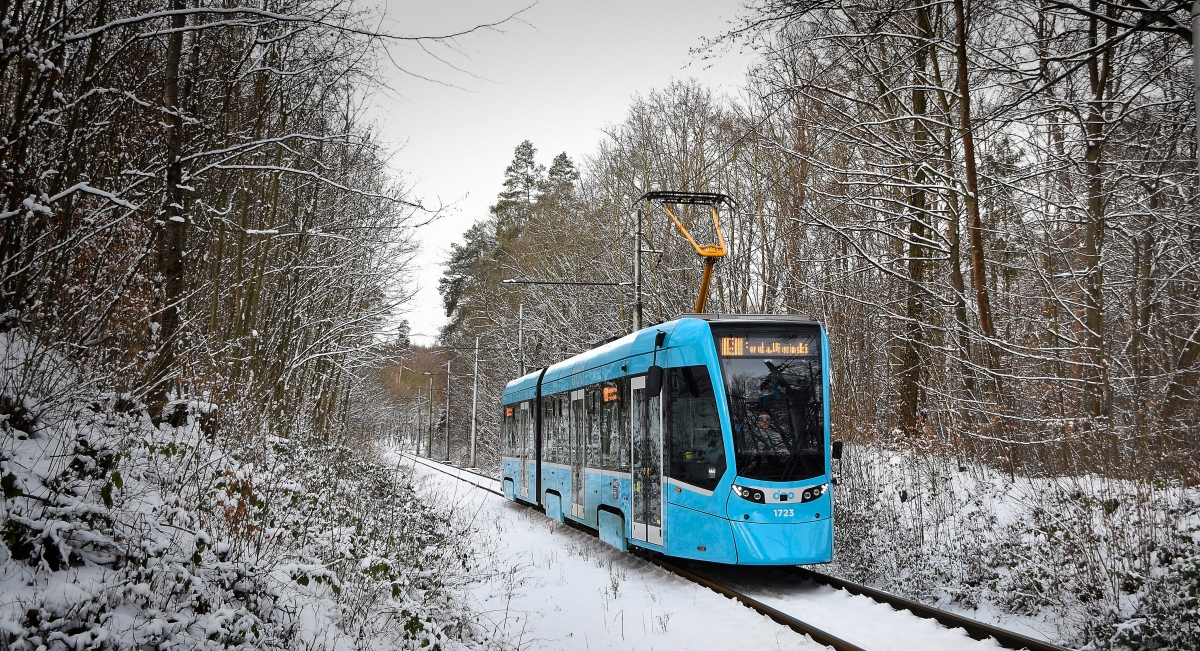
Vůz Stadler Tango NF2 na jednokolejné trati do Zátiší

Pro rychlost 80 km/h nebylo možné tramvaj Stadler Tango NF2 v Ostravě otestovat, protože nejvyšší dovolená rychlost na síti DPO byla 60 km/h. Zvažovaly se proto varianty provedení zkoušek tramvaje při vyšší rychlosti v Brně, v Košicích, popřípadě na některém železničním zkušebním okruhu. Nakonec byla, s ohledem na problematické vyjednávání i náklady, zvolena další varianta realizace zkoušek, která znamenala úpravu jedné ostravské tramvajové tratě pro rychlost 80 km/h. Jednalo se úsek mezi zastávkami Teplotechna a Osada Míru, kde bylo upraveno cca 800 metrů koleje pro zvýšení traťové rychlosti z 60 km/h na 80 km/h. Tyto úpravy spočívaly v doštěrkování a podbití tramvajové tratě a úpravy trakčního vedení. Pro zkušební jízdy rychlostí 80 km/h byl ve dnech 31. července – 5. srpna 2018 použit vůz evidenčního čísla 1702.
Dne 13. srpna 2018 vyjela tramvaj Stadler Tango NF2 evidenčního čísla 1701 do zkušebního provozu s cestujícími na lince č. 4. Spolu s tímto vozidlem byla do zkušebního provozu schválena i tramvaj s číslem 1704, kterou výrobce před tím prezentoval na veletrhu Czech Raildays 2018. Jedná se o první typ tramvají v Ostravě, které disponují klimatizací salonu pro cestující. Prototyp měl oproti ostatním dodaným vozům jiné tlumiče, proto počátky jeho provozu provázel neklidný chod.
V říjnu 2018 byl typ Stadler Tango NF2 Drážním úřadem homologován a schválen do běžného provozu, následně také došlo k vydání průkazů způsobilosti drážního vozidla pro prvních 20 dodaných tramvají (evidenční čísla 1701–1720). Vozy Tango NF2 tak mohly ukončit provoz posledních dvou tramvají K2R.P v Ostravě. K tomu došlo 3. listopadu 2018, kdy v 11 hodin byla předána symbolická štafeta mezi vozem K2R.P evidenčního čísla 802 a Stadlerem Tango NF2 evidenčního čísla 1702.
Dne 15. ledna 2021 se poblíž zastávky Elektra srazily vozy ev. č. 1718 a 1737. Vůz č. 1737 se po nehodě z důvodu nákladné opravy už do provozu nevrátil a posloužil jako zdroj náhradních dílů pro ostatní tramvaje. Zadní článek tohoto vozidla, který byl méně poškozen, byl využit jako náhrada za zničený zadní článek vozu č. 1718.